# マグナム・フォト
マグナム・フォト（Magnum Photos）とは、世界を代表する国際的な写真家のグループ。それぞれに事務所をニューヨーク、パリ、ロンドンに構え（過去には東京にも事務所があった）、現在約50名の写真家・フォトジャーナリスト（報道写真家）が在籍している。その多くのメンバーたちは、地球的規模で活躍しており、「世界最高の写真家集団」として現代でもその名声はつとに知られている。

## 歴史・沿革
1947年にロバート・キャパ、アンリ・カルティエ＝ブレッソン、ジョージ・ロジャー、そしてデヴィッド・シーモアの四人の写真家たちによって結成された。その後も多くの写真家が所属し、現在も活動中である。日本人としては、濱谷浩（寄稿写真家）と久保田博二が参加。
なお、創立者として、上記4人に加えて、ウィリアム・ヴァンディバート、リタ・ヴァンディヴァート、マリア・アイスナーの3人のうちの全部または一部を挙げる考え方もある（各種文献によりとらえ方が異なる）。例えば、英語の公式ページでは、マリア・アイスナーとリタ・ヴァンディヴァートを「co-founder（共同創立者）」とし、東京支社の公式ページでは、具体的な名前は挙がっていないが、4人以外の創立者の存在を示す記述がある。2024年アストゥリアス皇太子賞平和部門受賞。

## 関連する展示や資料
2006年9月から12月にかけて、東京・銀座の銀座通りにて、彼らが撮影した「東京」の写真を、タイルにプリントして展示するという試み「銀座フォトグラム2006」が行われた。タイルはINAXが製造を担当。写真を印刷したタイルを載せた展示台には、QRコードも取り付けられており、即時に撮影データを携帯電話で調べることを可能とした。
2007年に創設60周年を記念し、全会員69名の代表作を集めた写真集「MAGNUM MAGNUM」が全世界8カ国語で発売された。同年には、創立50周年を迎えた1999年当時に撮影されたドキュメンタリー映画『マグナム・フォト 世界を変える写真家たち』が東京都写真美術館をはじめ、名古屋・大阪でも公開された。アンリ・カルティエ＝ブレッソンやマルク・リブー、フィリップ・ジョーンズ・グリフィス、マーティン・パーなどの代表的な会員たち15人のインタビューや撮影現場、支社やそこで働くスタッフの様子、それまでカメラが入ることのなかった年次総会の様子などが収められている。2011年2月に、デニス・ストック、エリオット・アーウィットなどの追加インタビューを含んだDVDが発売される。

## メンバー
脱退者、故人なども含む、アルファベット順
- 創設者
  - ロバート・キャパ(Robert Capa)
  - アンリ・カルティエ＝ブレッソン(Henri Cartier-Bresson)
  - ジョージ・ロジャー(George Rodger)
  - デヴィッド・シーモア(David Seymour)

- 正会員
  - アバス（英語版）(Abbas)
  - アントワン・ダガタ(Antoine d'Agata)　
  - イヴ・アーノルド(Eve Arnold)
  - ブルーノ・バーベイ(Bruno Barbey)
  - ジョナス・ベンディクセン(Jonas Bendiksen)　
  - イアン・ベリー(Ian Berry)
  - ルネ・ブリ(Rene Burri)
  - 張乾琦(チェン＝チ・チャン)(Chien-Chi Chang)-台湾の唯一正会員
  - ブルース・デビッドソン(Bruce Davidson)
  - レイモン・ドゥパルドン(Raymond Depardon)
  - トーマス・ドボルザーク(Thomas Dworzak)
  - ニコス・エコノモポロス(Nikos Economopoulos)
  - エリオット・アーウィット(Elliott Erwitt)
  - マルティーヌ・フランク(Martine Franck)
  - スチュワート・フランクリン(Stuart Franklin)
  - レナード・フリード(Leonard Freed)
  - ジゼル・フロイント(Gisèle Freund)
  - ポール・フスコ(Paul Fusco)
  - ジャン・ゴーミー(Jean Gaumy)
  - ブルース・ギルデン(Bruce Gilden)
  - ジム・ゴールドバーグ(Jim Goldberg)
  - ハリー・グリエール(Harry Gruyaert)
  - デビッド・アラン・ハービー(David Alan Harvey)
  - トーマス・ヘプカー(Thomas Hoepker)
  - デビッド・ハーン(David Hurn)
  - リチャード・カルバー(Richard Kalvar)
  - カール・デ＝ケイザー(Carl De Keyzer)
  - ジョセフ・クーデルカ(Josef Koudelka)
  - 久保田博二(Hiroji Kubota)
  - ギィ・ル＝ケレック(Guy Le Qurrec)
  - アレックス・マヨーリ(Alex Majoli)
  - コスタ・マノス(Costa Manos)
  - ピーター・マロー(Peter Marlow)
  - スティーブ・マッカリー(Steve McCurry)
  - スーザン・マイゼラス(Susan Meiselas)
  - トレント・パーク(Trent Parke)
  - マーティン・パー(Martin Parr)
  - パオロ・ペレグリン(Paolo Pellegrin)
  - ゲオルギ・ピンカソフ(Gueorgui Pinkhassov)
  - マーク・パワー(Mark Power)
  - イーライ・リード(Eli Reed)
  - クリスティーナ・ガルシア＝ロデロ(Christina Garcia Rodero)
  - リーズ・サルファティ(Lise Sarfati)
  - フェルディナンド・シアナ(Ferdinando Scianna)
  - アレック・ソス(Alec Soth)
  - クリス・スティール＝パーキンス(Chris Steele-Perkins)
  - ラリー・タウェル(Larry Towell)
  - ジョン・ヴィンク(John Vink)
  - アレックス・ウェブ(Alex Webb)
  - ドノヴァン・ワイリー(Donovan Wylie)
  - パトリック・ザックマン(Patrick Zachmann)
  - クリストファー・アンダーソン(Christopher Anderson)

- 特派員
  - ミカ・バー=アム(Micha Bar-Am)
  - ラグ・ライ(Raghu Rai)
  - ミゲル・リオ＝ブランコ(Miguel Rio Branco)
  - 呂楠(Lu-Nan)

- 寄稿家
  - セルヒオ・ラレイン(Sergio Larrain)
  - ウェイン・ミラー(Wayne Miller)
  - ジル・ペレス(Gilles Peress)
  - マルク・リブー(Marc Riboud)
  - アラ・ゲラー(Ara Guler)

- アーカイブ
  - ワーナー・ビショフ(Werner Bischof)
  - コーネル・キャパ(Cornell Capa)
  - バート・グリン(Burt Glinn)
  - フィリップ・ジョーンズ＝グリフィス(Phillip Jones Griffiths)
  - フィリップ・ハルスマン(Phillipe Halsman)
  - エリック・ハートマン(Erich Hartmann)
  - ダニー・ライオン(Danny Lyon)
  - インゲ・モラス(Inge Morath)
  - マリリン・シルバーストーン(Marilyn Silverstone)
  - デニス・ストック(Dennis Stock)

- 準会員
  - アレッサンドラ・サンギィネッティ (Alessandra Sanguinetti)
  - ミハエル・ソボツキー (Mikhael Subotzky)
  - ヤコブ・アウ・ソボル(Jacob Aue Sobol)

- 候補生
  - ピーター・ファン=アットマール(Peter Van Agtmael)
  - オリビア・アーサー(Olivia Arthur)

- その他
  - エルンスト・ハース：元会長